# Blaaspijp (wapen)

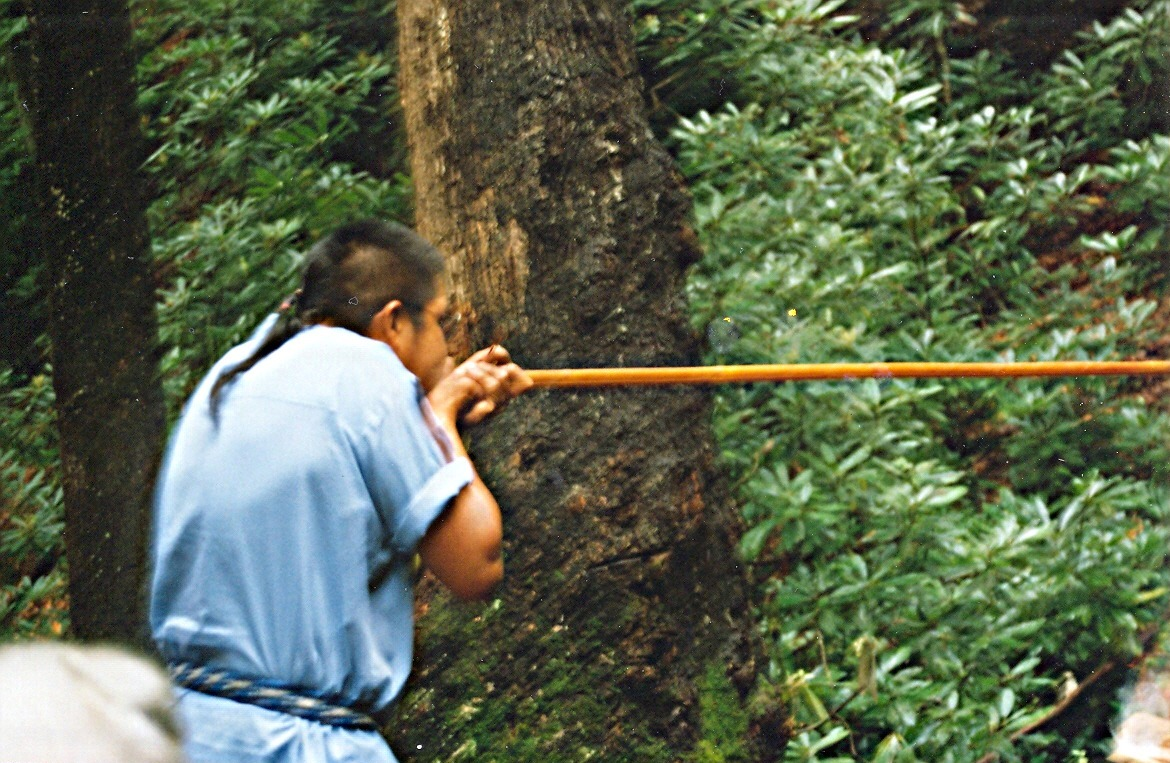
Blaaspijp

Een blaaspijp of blaasroer is een wapen dat voor jacht, voor oorlogvoering en voor de sport kan worden gebruikt, de eerste twee vooral bij tribale volkeren. Voor de blaaspijp die wordt gebruikt bij het kinderspelletje pijltjes schieten, zie dat artikel.

## Geschiedenis
Veel tribale volkeren hebben de blaaspijp onafhankelijk van elkaar ontdekt en ontwikkeld, bijvoorbeeld in Indonesië en Zuid-Amerika. Het gaat meestal om een holle buis waarmee kleine pijltjes worden weggeschoten met luchtdruk van de mond. In Japan werden in de samoeraitijd wel blaaspijpen gebruikt als wapen voor sluipmoordenaars, vergiftigd met gif van de kogelvis (fugu).

## Constructie
De buis is meestal vrij lang (1–2 m, soms nog wel veel langer) omdat de mondingssnelheid van het projectiel hoger wordt naarmate de buis langer is, en de nauwkeurigheid van het mikken dan ook toeneemt; beide factoren verhogen de trefkans. De hanteerbaarheid van het wapen zelf stelt echter weer grenzen aan de lengte. Ook het postuur van de schutter heeft invloed op de optimale afmetingen van een blaaspijp: de inhoud van het blaaspijpkanaal mag bij voorkeur niet meer dan ca. 10% van de vitale capaciteit van de schutter bedragen om een optimale blaaskracht te kunnen ontwikkelen. Een groter volume kan namelijk niet goed met dezelfde kracht zeer snel uitgeademd worden. Een wijder kanaal maakt het mogelijk meer energie op de pijl over te dragen maar maakt ook een grotere afsluitende prop aan de staart van de pijl noodzakelijk om de pijl af te kunnen vuren waardoor de aerodynamische eigenschappen van de pijl zelf in de ballistische fase van de vlucht weer verslechteren.
De buis werd traditioneel meestal gemaakt door een al dan niet vooraf al holle tak of stengel te splijten en het kanaal te bewerken, dat overal even breed en glad gemaakt wordt, waarna de twee helften weer op elkaar worden gelijmd of gebonden. Sommige stammen doorboorden een lange ronde stok in de lengte.

## Yanomami
Indianenstammen in het Amazonegebied (bijvoorbeeld de Yanomami) doorboren een zachte palmstengel in de lengte met een rietstengel die voor het boren is voorzien van een apenbot, schuiven daarna een holle rotan buis in het zo gemaakte gat en maken een apart mondstuk van riet dat met hars wordt vastgezet en luchtdicht gemaakt. De pijlen worden bijvoorbeeld gemaakt van de harde nerven van palmbladeren, 20–30 cm lang en aan het eind voorzien van een conisch plukje kapokvezels dat wordt vastgezet met een lange haar. De pijltjes worden onvergiftigd gebruikt om op kleine vogels te jagen en met vergif voor grotere prooien.

## Projectielen
De pijltjes zijn meestal kleine rechte stokjes met een plukje fijne vezels aan het eind die de buis zodanig afsluiten dat er druk achter het pijltje kan worden opgebouwd bij het afschieten. Omdat een dergelijk projectiel zo klein en licht is dat het slechts weinig energie over kan dragen op het doel, is het maar zelden mogelijk een prooi of slachtoffer te doden door de wond die dit pijltje zelf toebrengt, tenzij het om kleine dieren gaat zoals vogels, ratten of eekhoorns.

## Pijlgif
De pijltjes worden dus vaak vergiftigd met een sterk en snelwerkend pijlgif, afkomstig van planten zoals curare, strophantus of oepas, of van dieren zoals pijlgifkikkers. Meestal grijpt dit vergif aan op de signaaloverdracht van zenuw naar spier of op de impulsgeleiding van de hartspier om een snel effect te hebben. Vergiften gebruikt bij de jacht moeten bij opname door de maag uiteraard liefst onschadelijk zijn, als men de geschoten dieren tenminste wil opeten.

## Sportblaaspijpschieten
In Japan en in de VS is het schieten met de blaaspijp tegenwoordig een tak van sport; de beoefenaars hebben zich ten doel gesteld de sport op de Olympische Spelen van 2016 toegelaten te krijgen. Er wordt geschoten met een blaaspijp van 1,20 m lang op een doel bestaande uit drie concentrische cirkels met een diameter van 18, 12 en 6 cm van een afstand van 10 meter. Vijf schoten per beurt, 6 beurten voor een competitiewedstrijd. Roos, tussenring en rand van het doel tellen respectievelijk voor 7, 5 en 3 punten. Het maximaal haalbare puntentotaal is dus 210. Het huidige wereldrecord ligt rond de 200.
In moderne sportblaaspijpen worden vaak houten pijltjes met papieren kegeltjes aan het uiteinde gebruikt, waarbij het papier door impregnering met lijm starder wordt gemaakt. Er zijn ook commerciële pijltjes van metaaldraad met een plastic dopje aan het eind te koop. Populaire sportkalibers zijn 0,4, 0,5 en 0,625 inch (ca. 10, 12,5 en 15 mm). De blaaspijpen worden meestal gemaakt van voor andere doeleinden ontwikkelde soorten buis, van plastic, aluminium, staal of koper. Constructie is eenvoudig; alleen toevoeging van een mondstuk waar de lippen goed in passen is eigenlijk nodig.

## Professioneel modern gebruik
In de westerse maatschappij (dierentuinen, dierenartsen) worden blaaspijpen of luchtdrukwapens wel gebruikt voor het afschieten van speciale injectiespuiten bij het verdoven van gevaarlijke onhanteerbare dieren, bijvoorbeeld voor transport of geneeskundig onderzoek. Fentanyl, carfentanil of etorphine (ook bekend als M99) zijn zeer krachtige (en gevaarlijke) tranquillizers voor deze vorm van gebruik, die echter wel makkelijk omkeerbaar zijn door middel van een tegengif als naloxon. 10 mg carfentanil is bijvoorbeeld voldoende om een volwassen olifant neer te halen.